# トラース・キック

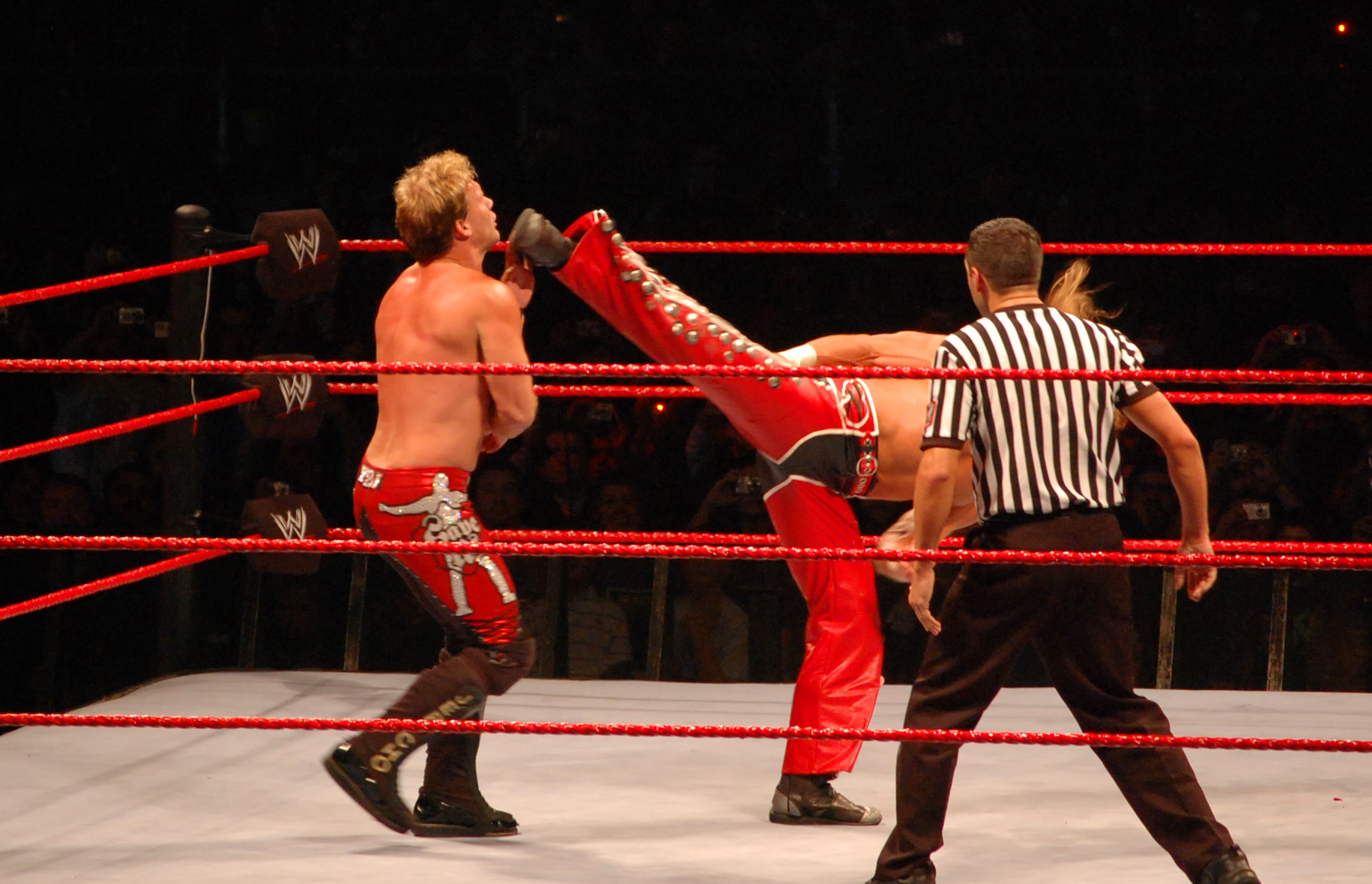
ショーン・マイケルズによるトラース・キック（スウィート・チン・ミュージック）。

トラース・キック（Thrust Kick）は、プロレス技の一種である。スーパーキック（Superkick）とも呼ばれている。

## 概要
相手に対して背後を向いた状態もしくは横向きの状態から片足を後方に真っ直ぐ高く伸ばして相手の顎や頭部、ないし喉や胸元を自らの踵や足裏で蹴り上げる、もしくは側方から蹴り払う。
フィニッシュ・ホールドや大技として使用されている他に、序盤や中盤での繋ぎ技、流れを変える逆転技などとしても使用されている。
考案者はザ・グレート・カブキ。名称はカブキがケリー・フォン・エリックに放ったカウンターの後ろ蹴りを見たマネージャーのゲーリー・ハートが "This is thrust kick!" と叫んだことがきっかけで、英語で「突き刺す」という意味の「Thrust（スラースト）」が、発音のしやすさから「トラース」と日本で転訛したものだという。
海外ではスーパーキック（Superkick）という名称も用いられており、スーパーキックとしては、クリス・アダムスが第一人者とされる。カブキとアダムスは、1980年代中盤にテキサスのダラス地区（フリッツ・フォン・エリック主宰のWCCW）において頻繁に対戦していた。
かつては、カブキの他でフィニッシュ・ホールドとして使用しているレスラーの代表格としてショーン・マイケルズがおり、スウィート・チン・ミュージック（Sweet Chin Music）の名称で使用していた。
応用技として助走して仕掛けるランニング式、走ってきた相手に仕掛けるカウンター式がある。

## 主な使用者
- アダム・コール
- 石森太二
- 岩谷麻優
- ウマガ（ジャマール）
- エル・ファンタズモ - サドンデスの名称で使用。
- Eita - Imperial Uno（インペリアル・ウノ）の名称で使用。
- 大仁田厚
- 大森隆男
- 織部克巳
- KAI
- Kagetora
- カズ・ハヤシ
- カト・クン・リー
- 神代龍也
- キング・ハク
- クリス・アダムス - スーパーキックの名称で使用。
- 黒潮"イケメン"二郎
- 外道
- ケビン・オーウェンズ
- GENTARO - スウィート・チン・ミュージックの名称で使用。影響を受けたショーン・マイケルズにあやかり、この名称を用いている。
- ケンドー・ナガサキ
- 木高イサミ - 勇脚の名称で使用。膝をついた相手の顔面狙いのランニング式を勇脚・斬の名称で使用。
- 児玉裕輔
- 坂田亘 - スーパーハッスル・キックの名称で使用。
- ザ・グレート・カブキ
- サビオ・ベガ - ラ・ペインキラーの名称で使用。
- サムラ・アノアイ
- CIMA
- ジェームズ・エルズワース - ノー・チン・ミュージックの名称で使用。
- シェルトン・ベンジャミン
- 潮崎豪
- ジミー・ウーソ
- ジャスティン・クレディブル - インクレディブル・キックの名称で使用。
- ジェイ・ウーソ
- ジョニー・ガルガノ
- SHO
- ショーン・マイケルズ - スウィート・チン・ミュージックの名称で使用。ダウンした相手がふらふらと起き上がりかけている間に、自身の足でマットを何回も踏み鳴らしながらリズムを取り、やがて起き上がった相手が自分の方に顔を向けた際、相手の顎にトラース・キックを放つ。カウンター式などでも使用。
- SUGI
- スティービー・リチャーズ - スティービー・キックの名称で使用。
- スティーブ・ブラックマン
- セス・ロリンズ
- タイ・デリンジャー
- タイチ - 両腕を横に広げる独特の構えから繰り出すトラース・キックを天翔十字鳳の名称で使用。
- タイラー・ブリーズ - スーパーモデル・キックの名称で使用。
- TAKAみちのく - スーパーK-1の名称で使用。
- 高橋ヒロム
- タコヤキーダー - タコヤキックの名称で使用。
- ダニー・クロファット
- チャック・パルンボ - ジャングル・キックの名称で使用。
- ドルフ・ジグラー
- 中嶋勝彦
- ニック・ジャクソン
- HAYATA
- パット・タナカ
- B×Bハルク - ファースト・フラッシュの名称で使用。
- ビッグ・ショー
- フランシスコ・アキラ
- ポール・ダイヤモンド
- マット・ジャクソン
- 丸藤正道
- ミラノコレクションA.T. - スーパーキックの名称で使用。
- 望月成晃
- YOH
- YO-HEY
- ヨコズナ
- 吉岡世起
- YOSHI-HASHI
- ランス・ストーム
- リキシ
- ルーク・ギャローズ
- ルーク・ハーパー
- ルセフ

## 派生技
放り投げ式トラース・キック
相手をブレーンバスターの体勢で抱え上げたあと、前方へ放り投げるようにして相手を着地させる。相手が着地したと同時に顔面にトラース・キックを叩き込む。
フック・キック
相手の背後から弧を描くようにしてトラース・キックを放ち、側頭部を蹴りつける。丸藤正道が元祖であることから、マルフジ・キックとも呼ばれる。ほかに、ウィル・オスプレイがサイレント・ウィスパーの名称で使用する。
チーキー・ナンドス・キック
ウィル・オスプレイが使用。リングに背を向ける形で相手をセカンドロープに乗せた後、首を捕らえて相手の後頭部をターンバックルに密着させるように固定。その後、距離を取りながら上下逆さまとなった相手の顔面を蹴りつける。